# Larix lyallii
Larix lyallii (модрина альпійська, англ. Alpine larch, фр. mélèze de Lyall) — вид модрин родини соснових.
Видовий епітет вшановує шотландського лікаря і натураліста Девіда Лаєля, котрий відкрив вид у 1858.

## Таксономічні замітки
Larix lyallii і L. occidentalis схожі морфологічно і мають схожі географічних ареали. Наскільки тісно ці два види пов'язані не було визначено, але вони, ймовірно, походять від спільного предка, що нагадує L. potaninii. Вони можуть схрещуватися, де їх діапазони перекриваються.

## Поширення, екологія
Країни поширення: Канада (пд.-зх. Альберта, пд.-сх. Британська Колумбія); США (пн. Айдахо, зх. Монтана, пн. Вашингтон). Трапляється на або поблизу лінії дерев, на висоті від 1520 м і 2440 м (макс. 3020 м) над рівнем моря. Росте зазвичай на дрібно-кам'янистих гірських ґрунтах, але іноді на більш глибоких, добре дренованих ґрунтах, якщо немає конкурентних видів. Клімат холодний, з коротким прохолодним літом і тривалими, сніжними зимами. Може рости в чистих деревостоях або в суміші з, наприклад, Abies lasiocarpa, Pinus albicaulis, Pinus flexilis, Picea engelmannii і Tsuga mertensiana, утворюючи невеликі гаї біля лінії дерев або розсіяні, відокремлені, хирляві дерева, іноді в оточенні дуже малої рослинності вище, ніж альпійські луки.

## Опис

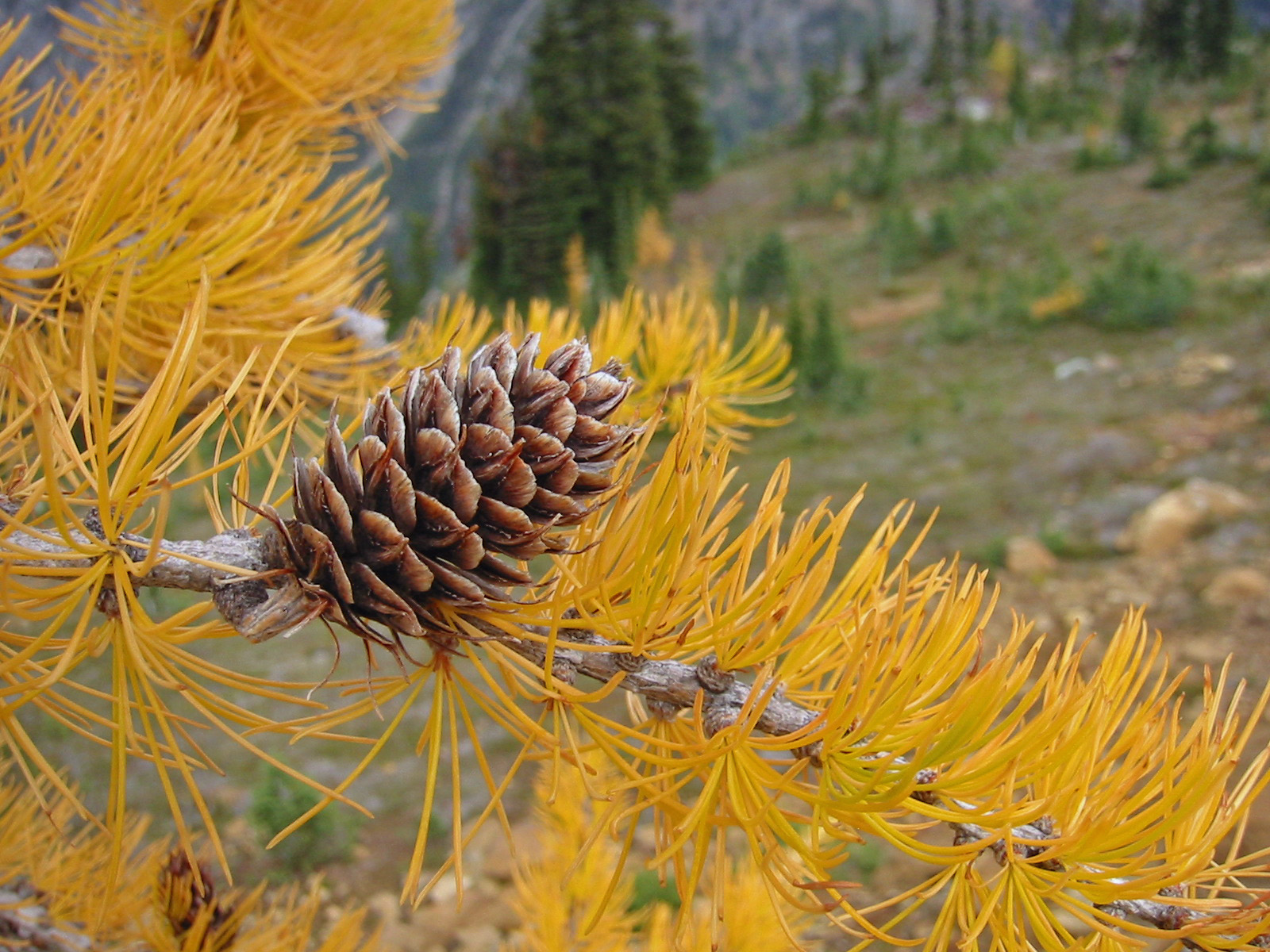
Шишка

Дерева до 25 м висотою і діаметром на рівні грудей до 120 см; крона рідка, від конічної до нерівної. Кора тонка, гладка, жовтувато-сіра, коли молода; стає борозниста з відшаровуваннями на від червоно- до пурпурно-коричневого кольору лусками з віком. Гілки горизонтальні, іноді повислі, нерівномірно розташовані і кострубаті. Голки ростуть в гронах по 30–40 на укорочених стеблах, вони світло-зелені, переходячи в золотисто-жовтий колір восени. Шишки еліптичні, червоні коли молоді, стаючи пурпурними а потім коричневими з віком, розмір 2.5–4(5) × 1,1–1,9 см, ростуть на вигнутих стеблах. Пилок діаметром 78–93 мкм. Насіння від жовтого до фіолетового кольору, тіло 3 мм, 6 мм крила.
Поточний рекорд віку, здається, належить дереву BAL091 поблизу Бейкер-Лейк, штат Монтана, в 1997 році йому було 1011 років. Високе дерево було записане в деревостої дуже високих дерев в західній частині верхнього озера, (Модринові озер, Вашингтон) в компанії багатьох порівняно високих дерев; воно було 38,5 м у висоту і 101,0 см діаметром.

## Використання
Не має комерційної цінності. Деревинні властивості схожі на інші модрини. Росте в авангарді щодо лавинних лотків і може мінімізувати руйнівну дію снігових лавин краще, ніж більшість інші хвойні породи. У садівництві, вид дуже сприйнятливий до пізніх морозів і тому його рідко саджають за винятком регіонів з довгими, послідовно холодними зимами.

## Загрози та охорона
Ніяких конкретних загроз не було визначено для цього виду. Цей вид присутній в кількох охоронних територіях.